# Heapsort
Heapsort är en instabil sorteringsalgoritm. Den sorterar n objekt med tidskomplexitet {\displaystyle O(n\log n)} i värsta fall. Algoritmen kan ses som en förbättring av urvalssortering där datastrukturen heap utnyttjas för att snabbt kunna välja ut det största elementet i varje steg.

## Algoritmen
Konceptuellt genomför Heapsort två steg. I det första steget byggs en max-heap upp utifrån listan som ska sorteras. Detta kan implementeras som en array som representerar ett binärträd, där det största elementet finns först i arrayen.
I det andra steget så plockas det största elementet ut från heapen och flyttas till slutet av arrayen. Heapstorleken minskar sedan med ett, och den del av arrayen som ingår i heapen uppdateras för att behålla heap-egenskaperna.  Detta upprepas fram tills heapen är tom, varpå arrayen är indatan i sorterad ordning.

## Tidskomplexitet
Att bygga upp en heap i en array har tidskomplexitet {\displaystyle O(n)}, för en lista med storlek n. Att uppdatera en heap så att den behåller heap-egenskaperna har tidskomplexitet {\displaystyle O(\log n)}, för en array med storlek n. I det andra steget i algoritmen så körs uppdateringen en gång för varje element i listan som ska sorteras, vilket ger en total tidskomplexitet på {\displaystyle O(n\log n)}. 